# Atoka (Oklahoma)
Atoka es una ciudad ubicada en el condado de Atoka en el estado estadounidense de Oklahoma. En el año 2010 tenía una población de 3107 habitantes y una densidad poblacional de 142,52 personas por km².

## Geografía
Atoka se encuentra ubicada en las coordenadas 34°23′03″N 96°07′39″O / 34.38417, -96.12750 (34.384206, -96.127577).

## Demografía
Según la Oficina del Censo en 2000 los ingresos medios por hogar en la localidad eran de $18,361 y los ingresos medios por familia eran $22,344. Los hombres tenían unos ingresos medios de $25,431 frente a los $19,495 para las mujeres. La renta per cápita para la localidad era de $12,107. Alrededor del 25.3% de la población estaban por debajo del umbral de pobreza.